# Vallée du Lot (cộng đồng)
 Cộng đồng các xã Vallée du Lot  là một cộng đồng các xã Pháp
Pháp, tọa lạc ở tỉnh 
của Aveyron.

## Phân chia đơn vị hành chính
Cộng đồng này bao gồm các xã sau:
- Almont-les-Junies
- Boisse-Penchot
- Flagnac
- Livinhac-le-Haut
- Saint-Santin
- Saint-Parthem